# Campionatul Mondial de Fotbal 1966
Campionatul Mondial de Fotbal 1966 a fost cea de-a opta ediție a celei mai importante competiții la care participă echipe naționale din toată lumea, ediție ce s-a desfășurat în Anglia.

## Stadioane
| Londra             | Liverpool     | Sheffield            | Sunderland    |
| ------------------ | ------------- | -------------------- | ------------- |
| Wembley Stadium    | Goodison Park | Hillsborough Stadium | Roker Park    |
|                    |               |                      |               |
| Londra             | Birmingham    | Manchester           | Middlesbrough |
| White City Stadium | Villa Park    | Old Trafford         | Ayresome Park |
|                    |               |                      |               |

## Oficialii meciurilor
| Africa - Ali Kandil Asia - Menachem Ashkenazi | America de Sud - José María Codesal - Robert Goicoechea - Armando Marques - Arturo Yamasaki |

Europa
| - John Adair - Tofik Bakhramov - Leo Callaghan - Joaquim Campos - Ken Dagnall - Gottfried Dienst - Jim Finney - Karol Galba - Juan Gardeazábal Garay - Rudolf Kreitlein | - Concetto Lo Bello - Bertil Lööw - George McCabe - Hugh Phillips - Dimiter Rumentchev - Pierre Schwinte - Kurt Tschenscher - Konstantin Zečević - István Zsolt |

## Tragerea la sorți

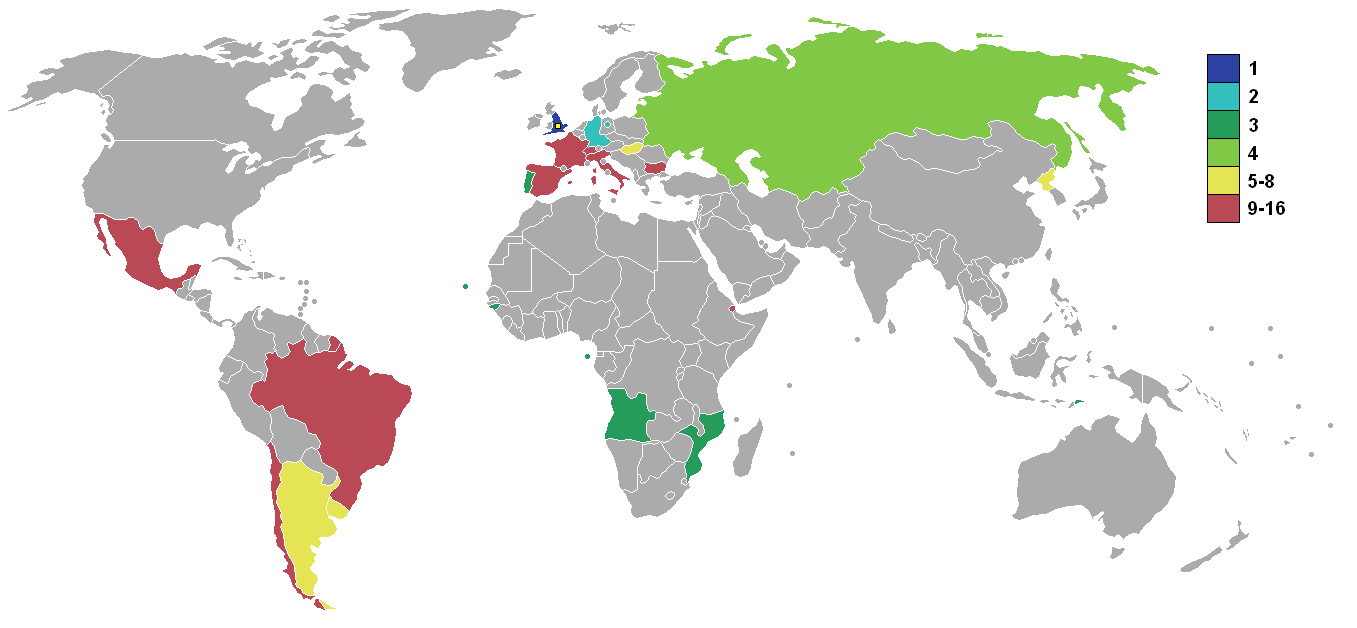
Echipele participante la Campionatul Mondial de Fotbal 1966

| Urna 1: America de Sud                              | Urna 2: Europa Vestică                                    | Urna 3: Europa II                                | Urna 4: Restul lumii                         |
| --------------------------------------------------- | --------------------------------------------------------- | ------------------------------------------------ | -------------------------------------------- |
| - Brazilia (Campioni) - Argentina - Chile - Uruguay | - Anglia (Gazdă) - Italia - Portugalia - Germania de Vest | - Franța - Ungaria - Elveția - Uniunea Sovietică | - Bulgaria - Coreea de Nord - Mexic - Spania |

## Rezultate

### Faza grupelor

#### Grupa A
| Team    | Pld | W | D | L | GF | GA | GAv  | Pts |
| ------- | --- | - | - | - | -- | -- | ---- | --- |
| Anglia  | 3   | 2 | 1 | 0 | 4  | 0  | ∞    | 5   |
| Uruguay | 3   | 1 | 2 | 0 | 2  | 1  | 2.00 | 4   |
| Mexic   | 3   | 0 | 2 | 1 | 1  | 3  | 0.33 | 2   |
| Franța  | 3   | 0 | 1 | 2 | 2  | 5  | 0.40 | 1   |

| Anglia | 0 – 0  | Uruguay |
| ------ | ------ | ------- |
|        | Report |         |

| Franța      | 1 – 1  | Mexic     |
| ----------- | ------ | --------- |
| Hausser 62' | Report | Borja 48' |

| Uruguay              | 2 – 1  | Franța                  |
| -------------------- | ------ | ----------------------- |
| Rocha 26' Cortés 31' | Report | De Bourgoing 15' (pen.) |

| Anglia                   | 2 – 0  | Mexic |
| ------------------------ | ------ | ----- |
| B. Charlton 37' Hunt 75' | Report |       |

| Mexic | 0 – 0  | Uruguay |
| ----- | ------ | ------- |
|       | Report |         |

| Anglia        | 2 – 0  | Franța |
| ------------- | ------ | ------ |
| Hunt 38', 75' | Report |        |

#### Grupa B
| Team             | Pld | W | D | L | GF | GA | GAv  | Pts |
| ---------------- | --- | - | - | - | -- | -- | ---- | --- |
| Germania de Vest | 3   | 2 | 1 | 0 | 7  | 1  | 7.00 | 5   |
| Argentina        | 3   | 2 | 1 | 0 | 4  | 1  | 4.00 | 5   |
| Spania           | 3   | 1 | 0 | 2 | 4  | 5  | 0.80 | 2   |
| Elveția          | 3   | 0 | 0 | 3 | 1  | 9  | 0.11 | 0   |

- Germania de Vest a fost pe locul 1 pentru că aveau un goal average superior.

| Germania de Vest                                     | 5 – 0  | Elveția |
| ---------------------------------------------------- | ------ | ------- |
| Held 16' Haller 21', 77' (pen.) Beckenbauer 40', 52' | Report |         |

| Argentina       | 2 – 1  | Spania    |
| --------------- | ------ | --------- |
| Artime 65', 77' | Report | Pirri 67' |

| Spania                  | 2 – 1  | Elveția     |
| ----------------------- | ------ | ----------- |
| Sanchís 57' Amancio 75' | Report | Quentin 31' |

| Argentina    | 0 – 0  | Germania de Vest |
| ------------ | ------ | ---------------- |
| Albrecht 65' | Report |                  |

| Argentina            | 2 – 0  | Elveția |
| -------------------- | ------ | ------- |
| Artime 52' Onega 79' | Report |         |

| Germania de Vest        | 2 – 1  | Spania    |
| ----------------------- | ------ | --------- |
| Emmerich 39' Seeler 84' | Report | Fusté 23' |

#### Grupa C
| Team       | Pld | W | D | L | GF | GA | GAv  | Pts |
| ---------- | --- | - | - | - | -- | -- | ---- | --- |
| Portugalia | 3   | 3 | 0 | 0 | 9  | 2  | 4.50 | 6   |
| Ungaria    | 3   | 2 | 0 | 1 | 7  | 5  | 1.40 | 4   |
| Brazilia   | 3   | 1 | 0 | 2 | 4  | 6  | 0.67 | 2   |
| Bulgaria   | 3   | 0 | 0 | 3 | 1  | 8  | 0.13 | 0   |

| Brazilia               | 2 – 0  | Bulgaria |
| ---------------------- | ------ | -------- |
| Pelé 15' Garrincha 63' | Report |          |

| Portugalia                      | 3 – 1  | Ungaria  |
| ------------------------------- | ------ | -------- |
| José Augusto 1', 67' Torres 90' | Report | Bene 60' |

| Ungaria                               | 3 – 1  | Brazilia   |
| ------------------------------------- | ------ | ---------- |
| Bene 2' Farkas 64' Mészöly 73' (pen.) | Report | Tostão 14' |

| Portugalia                               | 3 – 0  | Bulgaria |
| ---------------------------------------- | ------ | -------- |
| Vutsov 17' (o.g.) Eusébio 38' Torres 81' | Report |          |

| Portugalia                  | 3 – 1  | Brazilia  |
| --------------------------- | ------ | --------- |
| Simöes 15' Eusébio 27', 85' | Report | Rildo 70' |

| Ungaria                                 | 3 – 1  | Bulgaria      |
| --------------------------------------- | ------ | ------------- |
| Davidov 43' (o.g.) Mészöly 45' Bene 54' | Report | Asparuhov 15' |

#### Grupa D
| Team              | Pld | W | D | L | GF | GA | GAv  | Pts |
| ----------------- | --- | - | - | - | -- | -- | ---- | --- |
| Uniunea Sovietică | 3   | 3 | 0 | 0 | 6  | 1  | 6.00 | 6   |
| Coreea de Nord    | 3   | 1 | 1 | 1 | 2  | 4  | 0.50 | 3   |
| Italia            | 3   | 1 | 0 | 2 | 2  | 2  | 1.00 | 2   |
| Chile             | 3   | 0 | 1 | 2 | 2  | 5  | 0.40 | 1   |

| Uniunea Sovietică                   | 3 – 0  | Coreea de Nord |
| ----------------------------------- | ------ | -------------- |
| Malofeyev 31', 88' Banishevskiy 33' | Report |                |

| Italia                 | 2 – 0  | Chile |
| ---------------------- | ------ | ----- |
| Mazzola 8' Barison 88' | Report |       |

| Chile             | 1 – 1  | Coreea de Nord    |
| ----------------- | ------ | ----------------- |
| Marcos 26' (pen.) | Report | Pak Seung-Zin 88' |

| Uniunea Sovietică | 1 – 0  | Italia |
| ----------------- | ------ | ------ |
| Chislenko 57'     | Report |        |

| Coreea de Nord | 1 – 0  | Italia |
| -------------- | ------ | ------ |
| Pak Doo-Ik 42' | Report |        |

| Uniunea Sovietică | 2 – 1  | Chile      |
| ----------------- | ------ | ---------- |
| Porkujan 28', 85' | Report | Marcos 32' |

### Fazele eliminatorii
|  | Sferturi de finală    | Sferturi de finală   |                   |                   | Semifinale  | Semifinale  |  |  | Finala            | Finala |
|  |                       |                      |                   |                   |             |             |  |  |                   |        |
|  | 23 iulie - Londra     |                      |                   |                   |             |             |  |  |                   |        |
|  |                       |                      |                   |                   |             |             |  |  |                   |        |
|  | Anglia                | 1                    |                   |                   |             |             |  |  |                   |        |
|  | Anglia                | 1                    | 26 iulie - Londra |                   |             |             |  |  |                   |        |
|  | Argentina             | 0                    |                   |                   |             |             |  |  |                   |        |
|  | Argentina             | 0                    | Anglia            | 2                 |             |             |  |  |                   |        |
|  | 23 iulie - Liverpool  |                      | Anglia            | 2                 |             |             |  |  |                   |        |
|  |                       | Portugalia           | 1                 |                   |             |             |  |  |                   |        |
|  | Portugalia            | Portugalia           | 1                 | 5                 |             |             |  |  |                   |        |
|  | Portugalia            |                      | 30 iulie – Londra | 5                 |             |             |  |  |                   |        |
|  | Coreea de Nord        | 3                    |                   |                   |             |             |  |  |                   |        |
|  | Coreea de Nord        | 3                    | Anglia (a.e.t.)   | 4                 |             |             |  |  |                   |        |
|  | 23 iulie – Sheffield  |                      | Anglia (a.e.t.)   | 4                 |             |             |  |  |                   |        |
|  |                       | Germania de Vest     | 2                 |                   |             |             |  |  |                   |        |
|  | Germania de Vest      | Germania de Vest     | 2                 | 4                 |             |             |  |  |                   |        |
|  | Germania de Vest      | 25 iulie – Liverpool |                   | 4                 |             |             |  |  |                   |        |
|  | Uruguay               | 0                    |                   |                   |             |             |  |  |                   |        |
|  | Uruguay               | 0                    | Germania de Vest  | 2                 | Finala mică | Finala mică |  |  |                   |        |
|  | 23 iulie - Sunderland |                      | Germania de Vest  | 2                 | Finala mică | Finala mică |  |  |                   |        |
|  |                       | Uniunea Sovietică    | 1                 |                   |             |             |  |  |                   |        |
|  | Uniunea Sovietică     | Uniunea Sovietică    | 1                 | 2                 | Portugalia  | 2           |  |  |                   |        |
|  | Uniunea Sovietică     |                      |                   | 2                 | Portugalia  | 2           |  |  |                   |        |
|  | Ungaria               | 1                    |                   | Uniunea Sovietică | 1           |             |  |  |                   |        |
|  | Ungaria               | 1                    |                   |                   | 1           |             |  |  |                   |        |
|  |                       |                      |                   |                   |             |             |  |  | 28 iulie - Londra |        |
|  |                       |                      |                   |                   |             |             |  |  |                   |        |

#### Sferturi de finală
| Portugalia                                                | 5 – 3  | Coreea de Nord                                        |
| --------------------------------------------------------- | ------ | ----------------------------------------------------- |
| Eusébio 27', 43' (pen.), 56', 59' (pen.) José Augusto 80' | Report | Pak Seung-Zin 1' Lee Dong-Woon 22' Yang Sung-Kook 25' |

| Germania de Vest                           | 4 – 0  | Uruguay                |
| ------------------------------------------ | ------ | ---------------------- |
| Haller 11', 83' Beckenbauer 70' Seeler 75' | Report | Troche 49' · Silva 54' |

| Uniunea Sovietică         | 2 – 1  | Ungaria  |
| ------------------------- | ------ | -------- |
| Chislenko 5' Porkujan 46' | Report | Bene 57' |

| Anglia    | 1 – 0  | Argentina  |
| --------- | ------ | ---------- |
| Hurst 78' | Report | Rattin 35' |

#### Semi-finale
| Germania de Vest           | 2 – 1  | Uniunea Sovietică            |
| -------------------------- | ------ | ---------------------------- |
| Haller 42' Beckenbauer 67' | Report | Chislenko 47' · Porkujan 88' |

| Anglia               | 2 – 1  | Portugalia         |
| -------------------- | ------ | ------------------ |
| B. Charlton 30', 80' | Report | Eusébio 82' (pen.) |

#### Finala mică
| Portugalia                    | 2 – 1  | Uniunea Sovietică |
| ----------------------------- | ------ | ----------------- |
| Eusébio 12' (pen.) Torres 89' | Report | Malofeyev 43'     |

#### Finală
| Anglia                           | 4 – 2 (a.e.t.) | Germania de Vest     |
| -------------------------------- | -------------- | -------------------- |
| Hurst 18', 101', 120' Peters 78' | Report         | Haller 12' Weber 89' |

## Marcatori
| 9 goluri - Eusébio 6 goluri - Helmut Haller 4 goluri - Geoff Hurst - Franz Beckenbauer - Ferenc Bene - Valeriy Porkujan 3 goluri - Luis Artime - Bobby Charlton - Roger Hunt - José Augusto - José Torres - Eduard Malofeyev | 2 goluri - Rubén Marcos - Uwe Seeler - Kálmán Mészöly - Pak Seung-Zin - Igor Chislenko 1 gol - Ermindo Onega - Garrincha - Pelé - Rildo - Tostão - Georgi Asparuhov - Martin Peters - Héctor De Bourgoing - Gérard Hausser - Lothar Emmerich - Sigfried Held - Wolfgang Weber | - János Farkas - Paolo Barison - Sandro Mazzola - Enrique Borja - Lee Dong-Woon - Pak Doo-Ik - Yang Sung-Kook - António Simões - Anatoliy Banishevskiy - Amancio - Josep Fusté - Pirri - Manuel Sanchís - René-Pierre Quentin - Julio César Cortés - Pedro Rocha Auto goluri - Ivan Davidov (pentru Ungaria) - Ivan Vutsov (pentru Portugalia) |